# 5424 Covington
5424 Covington eller 1983 TN1 är en asteroid i huvudbältet som upptäcktes den 12 oktober 1983 av den amerikanske astronomen Edward L.G. Bowell vid Anderson Mesa Station. Den är uppkallad efter den kanadensiske astronomen Arthur Covington.
Asteroiden har en diameter på ungefär 4 kilometer.